# Liste der Nummer-eins-Hits in Italien (1986)
Diese Liste der Nummer-eins-Hits basiert auf den Charts des italienischen Musikmagazins Musica e dischi im Jahr 1986. Es gab in diesem Jahr 13 Nummer-eins-Singles und elf Nummer-eins-Alben.

## Singles
| ← 1985 ← | Liste der Nummer-eins-Hits in Italien (M&D) | Liste der Nummer-eins-Hits in Italien (M&D) | Liste der Nummer-eins-Hits in Italien (M&D)                               | 1987 → |
| \| Zeitraum \| Wo. ges. \| Interpret \| Titel Autor(en) \| Zusätzliche Informationen \| \| (Zeitraum, Wochen auf Platz eins, Interpret, Titel, Autor[en], zusätzliche Informationen) \| \| \| \| \| \| ----------------------------------------------------------------------------------------- \| -------- \| ------------------------ \| ------------------------------------------------------------------------- \| ------------------------------------------------------------------------------------------------------------------------------------------------------------------------------------ \| \| 49. Woche 1985 – 1. Woche 1986 5 Wochen \| 5 \| Arcadia \| Election Day Arcadia \| Auch dieser temporären Abspaltung von Duran Duran gelang ein Nummer-eins-Hit. \| \| 2. Woche 1 Woche \| 1 \| Wham! \| I’m Your Man George Michael \| – \| \| 3.–7. Woche 5 Wochen \| 5 \| a-ha \| Take on Me Pål Waaktaar, Magne Furuholmen, Morten Harket \| – \| \| 8. Woche 1 Woche (insgesamt 3) \| 3 \| Eros Ramazzotti \| Adesso tu Eros Ramazzotti, Piero Cassano, Adelio Cogliati \| Nach dem Sieg beim Sanremo-Festival 1986 erreichte Ramazzotti bereits zum zweiten Mal die Chartspitze. \| \| 9.–11. Woche 3 Wochen (insgesamt 4) \| 4 \| Sting \| Russians Sting, Sergei Prokofjew \| Nach einem Auftritt beim Sanremo-Festival schaffte der britische Musiker mit dem schon im Vorjahr veröffentlichten Anti-Kriegslied den Sprung an die Chartspitze. \| \| 12.–13. Woche 2 Wochen \| 2 \| Eros Ramazzotti \| Adesso tu Eros Ramazzotti, Piero Cassano, Adelio Cogliati \| – \| \| 14. Woche 1 Woche (insgesamt 4) \| 4 \| Sting \| Russians Sting, Sergei Prokofjew \| – \| \| 15.–19. Woche 5 Wochen \| 5 \| Joe Cocker \| You Can Leave Your Hat On Randy Newman \| – \| \| 20.–27. Woche 8 Wochen \| 8 \| Madonna \| Live to Tell Madonna, Patrick Leonard \| – \| \| 28.–39. Woche 12 Wochen \| 12 \| Madonna \| Papa Don’t Preach Madonna, Brian Elliot \| – \| \| 40.–42. Woche 3 Wochen \| 3 \| Spagna \| Easy Lady Giorgio Spagna, Alfredo Larry Pignagnoli, Ivana Spagna \| Mit ihrer Debütsingle konnte die italienische Sängerin einen Sommerhit landen. Der Erfolg des Liedes wurde auch durch die Teilnahme Spagnas am Wettbewerb Festivalbar 1986 gestärkt. \| \| 43.–44. Woche 2 Wochen \| 2 \| MC Miker G & Deejay Sven \| Holiday Rap Brian Bennett, Bruce Welch, Curtis L. Hudson und Lisa Stevens \| – \| \| 45.–48. Woche 4 Wochen \| 4 \| Duran Duran \| Notorious Duran Duran \| – \| \| 49. Woche 1 Woche (insgesamt 4) \| 4 \| Spandau Ballet \| Through the Barricades Gary Kemp \| – \| \| 50.–52. Woche 3 Wochen (insgesamt 6) \| 6 \| Europe \| The Final Countdown Joey Tempest \| – \| |                                             |                                             |                                                                           | |
| ← 1985 |                                             |                                             |                                                                           | → 1987 → |
| Zeitraum | Wo. ges.                                    | Interpret                                   | Titel Autor(en)                                                           | Zusätzliche Informationen |
| (Zeitraum, Wochen auf Platz eins, Interpret, Titel, Autor[en], zusätzliche Informationen) |                                             |                                             |                                                                           | |
| 49. Woche 1985 – 1. Woche 1986 5 Wochen | 5                                           | Arcadia                                     | Election Day Arcadia                                                      | Auch dieser temporären Abspaltung von Duran Duran gelang ein Nummer-eins-Hit. |
| 2. Woche 1 Woche | 1                                           | Wham!                                       | I’m Your Man George Michael                                               | – |
| 3.–7. Woche 5 Wochen | 5                                           | a-ha                                        | Take on Me Pål Waaktaar, Magne Furuholmen, Morten Harket                  | – |
| 8. Woche 1 Woche (insgesamt 3) | 3                                           | Eros Ramazzotti                             | Adesso tu Eros Ramazzotti, Piero Cassano, Adelio Cogliati                 | Nach dem Sieg beim Sanremo-Festival 1986 erreichte Ramazzotti bereits zum zweiten Mal die Chartspitze.                                                                               |
| 9.–11. Woche 3 Wochen (insgesamt 4) | 4                                           | Sting                                       | Russians Sting, Sergei Prokofjew                                          | Nach einem Auftritt beim Sanremo-Festival schaffte der britische Musiker mit dem schon im Vorjahr veröffentlichten Anti-Kriegslied den Sprung an die Chartspitze.                    |
| 12.–13. Woche 2 Wochen | 2                                           | Eros Ramazzotti                             | Adesso tu Eros Ramazzotti, Piero Cassano, Adelio Cogliati                 | – |
| 14. Woche 1 Woche (insgesamt 4) | 4                                           | Sting                                       | Russians Sting, Sergei Prokofjew                                          | – |
| 15.–19. Woche 5 Wochen | 5                                           | Joe Cocker                                  | You Can Leave Your Hat On Randy Newman                                    | – |
| 20.–27. Woche 8 Wochen | 8                                           | Madonna                                     | Live to Tell Madonna, Patrick Leonard                                     | – |
| 28.–39. Woche 12 Wochen | 12                                          | Madonna                                     | Papa Don’t Preach Madonna, Brian Elliot                                   | – |
| 40.–42. Woche 3 Wochen | 3                                           | Spagna                                      | Easy Lady Giorgio Spagna, Alfredo Larry Pignagnoli, Ivana Spagna          | Mit ihrer Debütsingle konnte die italienische Sängerin einen Sommerhit landen. Der Erfolg des Liedes wurde auch durch die Teilnahme Spagnas am Wettbewerb Festivalbar 1986 gestärkt. |
| 43.–44. Woche 2 Wochen | 2                                           | MC Miker G & Deejay Sven                    | Holiday Rap Brian Bennett, Bruce Welch, Curtis L. Hudson und Lisa Stevens | – |
| 45.–48. Woche 4 Wochen | 4                                           | Duran Duran                                 | Notorious Duran Duran                                                     | – |
| 49. Woche 1 Woche (insgesamt 4) | 4                                           | Spandau Ballet                              | Through the Barricades Gary Kemp                                          | – |
| 50.–52. Woche 3 Wochen (insgesamt 6) | 6                                           | Europe                                      | The Final Countdown Joey Tempest                                          | – |

## Alben
| ← 1985 ← | Liste der Nummer-eins-Alben in Italien (M&D) | Liste der Nummer-eins-Alben in Italien (M&D) | Liste der Nummer-eins-Alben in Italien (M&D) | 1987 → |
| \| Zeitraum \| Wo. ges. \| Interpret \| Titel \| Zusätzliche Informationen \| \| (Zeitraum, Wochen auf Platz eins, Interpret, Titel, zusätzliche Informationen) \| \| \| \| \| \| ------------------------------------------------------------------------------ \| -------- \| ------------------ \| ------------------------------------- \| ------------------------------------------------------------------------------------------------------------------------------------------------------------------------------------------------------------------- \| \| 53. Woche 1985 – 3. Woche 1986 3 Wochen \| 3 \| Frank Sinatra \| Le più belle canzoni di Frank Sinatra \| Mit dieser eigens für den italienischen Markt konzipierten Kompilation schaffte der italienischstämmige Sänger den Sprung an die Chartspitze. \| \| 4. Woche 1 Woche \| 1 \| Riccardo Cocciante \| Il mare dei papaveri \| – \| \| 5.–8. Woche 4 Wochen \| 4 \| Lucio Dalla \| Bugie \| – \| \| 9.–12. Woche 4 Wochen \| 4 \| Sting \| The Dream of the Blue Turtles \| Erst in seiner 36. Chartwoche schaffte das Debütalbum des britischen Musikers den Aufstieg auf Platz eins, zugleich mit der Single Russians. Vorausgegangen war dem ein Auftritt Stings beim Sanremo-Festival 1986. \| \| 13.–23. Woche 11 Wochen \| 11 \| Lucio Battisti \| Don Giovanni \| Mit seinem insgesamt 16. Album stieg Battisti direkt auf Platz eins ein. \| \| 24.–25. Woche 2 Wochen \| 2 \| Eros Ramazzotti \| Nuovi eroi \| Mit seinem zweiten Studioalbum landete Ramazzotti nach seinem Sanremo-Sieg sein erstes Nummer-eins-Album. \| \| 26. Woche 1 Woche \| 1 \| Peter Gabriel \| So \| – \| \| 27.–41. Woche 15 Wochen (insgesamt 20) \| 20 \| Madonna \| True Blue \| Mit ihrem dritten Studioalbum stieg die italienischstämmige Sängerin direkt auf Platz eins ein. \| \| 42. Woche 1 Woche \| 1 \| Pooh \| Giorni infiniti \| – \| \| 43.–44. Woche 2 Wochen \| 2 \| Madonna \| True Blue \| – \| \| 45.–46. Woche 2 Wochen \| 2 \| Mina \| Sì, buana \| Auf dem Doppelalbum coverte Mina Erfolge anderer Sänger. \| \| 47. Woche 1986 – 2. Woche 1987 8 Wochen \| 8 \| Spandau Ballet \| Through the Barricades \| Mit ihrem fünften Studioalbum gelang der britischen Gruppe der direkte Einstieg auf Platz eins. \| |                                              |                                              |                                              | |
| ← 1985 |                                              |                                              |                                              | → 1987 → |
| Zeitraum | Wo. ges.                                     | Interpret                                    | Titel                                        | Zusätzliche Informationen |
| (Zeitraum, Wochen auf Platz eins, Interpret, Titel, zusätzliche Informationen) |                                              |                                              |                                              | |
| 53. Woche 1985 – 3. Woche 1986 3 Wochen | 3                                            | Frank Sinatra                                | Le più belle canzoni di Frank Sinatra        | Mit dieser eigens für den italienischen Markt konzipierten Kompilation schaffte der italienischstämmige Sänger den Sprung an die Chartspitze.                                                                       |
| 4. Woche 1 Woche | 1                                            | Riccardo Cocciante                           | Il mare dei papaveri                         | – |
| 5.–8. Woche 4 Wochen | 4                                            | Lucio Dalla                                  | Bugie                                        | – |
| 9.–12. Woche 4 Wochen | 4                                            | Sting                                        | The Dream of the Blue Turtles                | Erst in seiner 36. Chartwoche schaffte das Debütalbum des britischen Musikers den Aufstieg auf Platz eins, zugleich mit der Single Russians. Vorausgegangen war dem ein Auftritt Stings beim Sanremo-Festival 1986. |
| 13.–23. Woche 11 Wochen | 11                                           | Lucio Battisti                               | Don Giovanni                                 | Mit seinem insgesamt 16. Album stieg Battisti direkt auf Platz eins ein. |
| 24.–25. Woche 2 Wochen | 2                                            | Eros Ramazzotti                              | Nuovi eroi                                   | Mit seinem zweiten Studioalbum landete Ramazzotti nach seinem Sanremo-Sieg sein erstes Nummer-eins-Album. |
| 26. Woche 1 Woche | 1                                            | Peter Gabriel                                | So                                           | – |
| 27.–41. Woche 15 Wochen (insgesamt 20) | 20                                           | Madonna                                      | True Blue                                    | Mit ihrem dritten Studioalbum stieg die italienischstämmige Sängerin direkt auf Platz eins ein. |
| 42. Woche 1 Woche | 1                                            | Pooh                                         | Giorni infiniti                              | – |
| 43.–44. Woche 2 Wochen | 2                                            | Madonna                                      | True Blue                                    | – |
| 45.–46. Woche 2 Wochen | 2                                            | Mina                                         | Sì, buana                                    | Auf dem Doppelalbum coverte Mina Erfolge anderer Sänger. |
| 47. Woche 1986 – 2. Woche 1987 8 Wochen | 8                                            | Spandau Ballet                               | Through the Barricades                       | Mit ihrem fünften Studioalbum gelang der britischen Gruppe der direkte Einstieg auf Platz eins. |